# Romantism (dragoste)

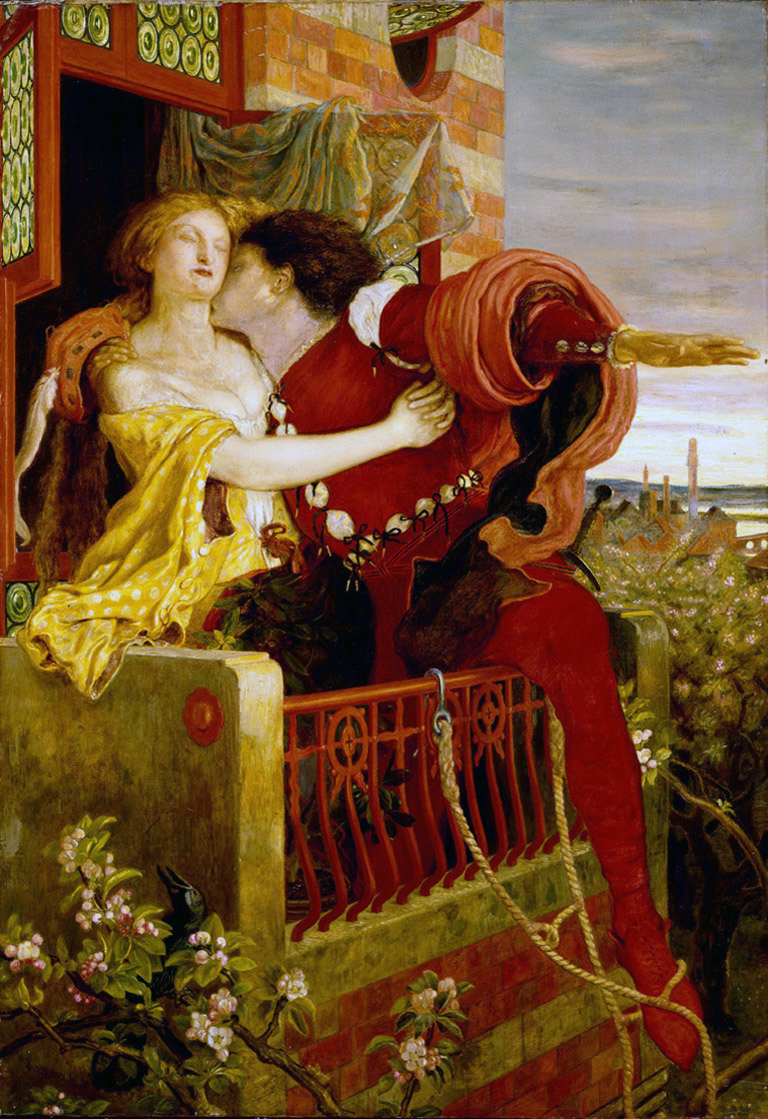
Un tablou a lui Romeo și Julieta din 1870 realizat de Ford Madox Brown

Romantismul sau dragostea romantică este un sentiment de iubire sau o atracție puternică față de o altă persoană și include comportamentele de curtare întreprinse de un individ pentru a exprima aceste sentimente generale și emoțiile rezultate.
Enciclopedia Wiley Blackwell a Studiilor de Familie afirmă că „dragostea romantică, bazată pe modelul atracției reciproce și pe o legătură între două persoane care îi unește ca un cuplu, creează condițiile pentru răsturnarea modelului de familie și căsătorie pe care îl generează.” Acest lucru indică faptul că dragostea romantică poate reprezenta temelia atracției dintre două persoane. Termenul a fost folosit în principal de „țările occidentale după anii 1800, când s-a încetățenit ideea că iubirea este o condiție necesară pentru inițierea unei relații intime și reprezintă fundația pe care se construiesc următorii pași într-o familie.”
Alternativ, Dicționarul Collins descrie dragostea romantică drept „o intensitate și idealizare a unei relații de iubire, în care celălalt este înzestrat cu virtuți extraordinare, frumusețe etc., astfel încât relația depășește toate celelalte considerente, inclusiv pe cele materiale.”
Deși emoțiile și senzațiile dragostei romantice sunt adesea asociate cu atracția sexuală, acestea pot exista și fără atracție sexuală. În anumite cazuri, romantismul ar putea fi interpretat chiar ca o simplă prietenie. Istoric, termenul romantism își are originea în idealul medieval al cavalerismului, așa cum este prezentat în literatura romanțului cavaleresc.
Persoanele care experimentează puțină sau deloc atracție romantică sunt numite aromantice.

## Dragostea de curte
Concepția despre dragostea romantică a fost popularizată în cultura occidentală prin conceptul de dragoste de curte. Se crede că cavalerii din Evul Mediu au fost implicați în relații non-sexuale cu femei de rang nobil pe care le serveau.

## Tipuri
Dragostea romantică este contrastată cu dragostea platonică, care exclude relațiile sexuale în toate utilizările sale, deși doar în sensul modern ia o conotație complet nonsexuală, spre deosebire de sensul clasic, în care impulsurile sexuale sunt sublimate.
Dragostea neîmpărtășită poate fi romantică în diverse moduri: comică, tragică sau prin faptul că sublimarea însăși este comparabilă cu romantismul, unde spiritualitatea atât a artei, cât și a idealurilor egalitare se combină cu un caracter și emoții puternice. Dragostea neîmpărtășită este tipică perioadei romantismului, dar termenul este distinct de orice romantism care ar putea apărea în cadrul acesteia.
Dragostea romantică poate fi clasificată în două categorii: „romantism popular” și „romantism divin sau spiritual”.

### Romantism popular
Romantismul popular poate include, dar nu se limitează la următoarele tipuri: idealist, intens normal (precum aspectul emoțional al „îndrăgostirii”), previzibil cât și imprevizibil, consumator (în sensul consumului de timp, energie și retrageri emoționale și oferte), intens dar scăpat de sub control (precum aspectul „dezîndrăgostirii”), material și comercial (precum câștigul social), fizic și sexual, și, în final, grandios și demonstrativ.

### Romantism divin sau spiritual
Romantismul divin (spiritual) poate include, dar nu se limitează la următoarele tipuri: realist, cât și plauzibil nerealist, optimist cât și pesimist (în funcție de credințele particulare ale fiecărei persoane în cadrul relației), statornic (de exemplu, teoria că fiecare persoană are o poziție predeterminată ca agent al alegerii; cum ar fi „alegerea unui soț” sau „alegerea unui suflet pereche”), nestatornic (de exemplu, teoria că fiecare persoană nu își alege acțiunile, și, prin urmare, implicarea lor în dragostea romantică provine din surse externe), previzibil cât și imprevizibil, autocontrol (precum ascultarea și sacrificiul în contextul relației) sau lipsa acestuia (precum neascultarea în contextul relației), emoțional și personal, sufletesc (în teoria că mintea, sufletul și corpul sunt o entitate conectată), intim și infinit (precum ideea că iubirea în sine sau dragostea „necondiționată” a lui Dumnezeu este sau ar putea fi veșnică).